# Bornel
Bornel ist eine französische Gemeinde mit 4796 Einwohnern (Stand 1. Januar 2022) im Département Oise in der Region Hauts-de-France. Sie gehört zum Arrondissement Beauvais und zum Gemeindeverband Sablons.

## Geografie

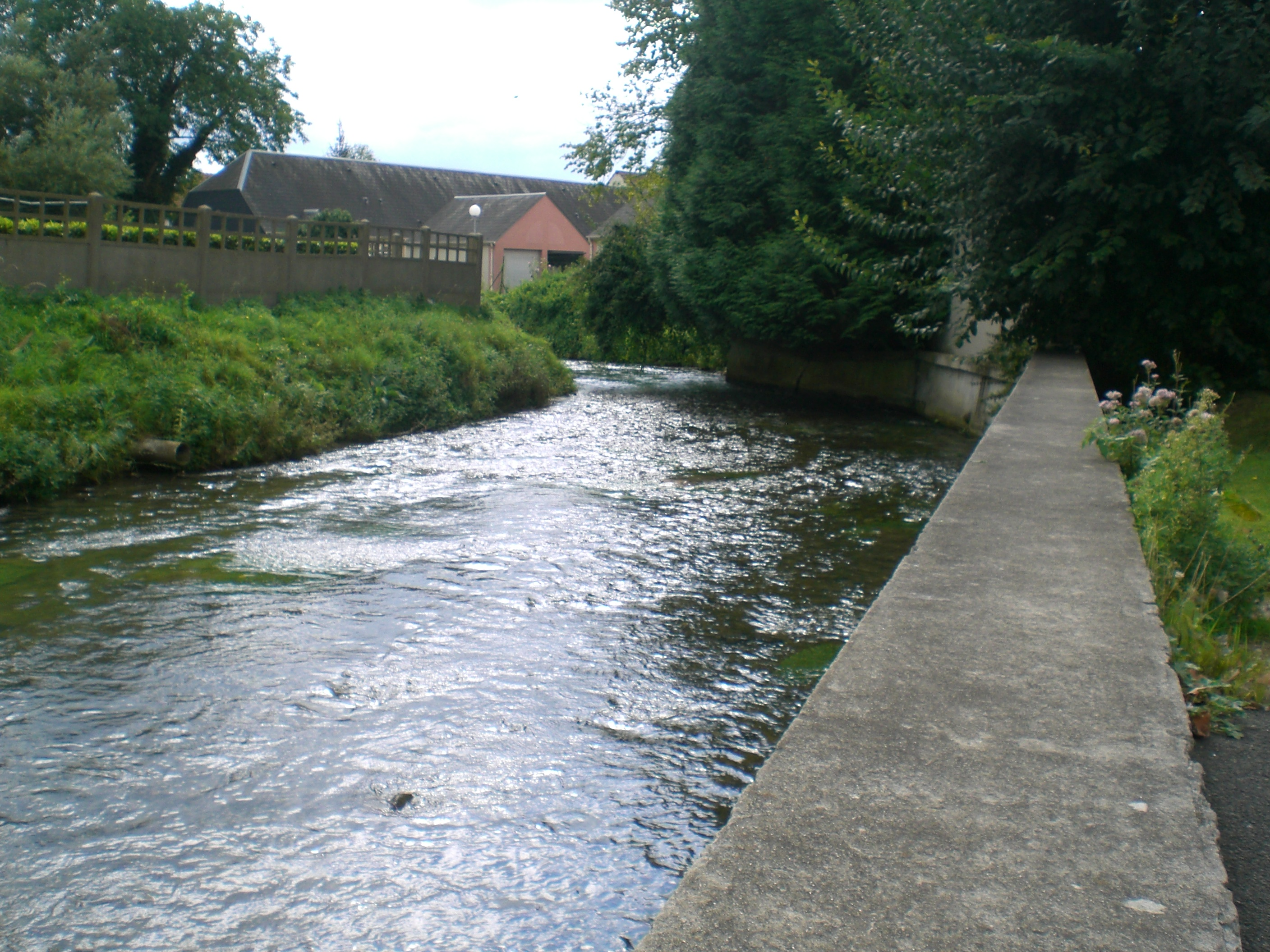
Die Esches bei Bornel

Bornel liegt am südlichen Rand des Départements an der Grenze zum Département Val-d’Oise, etwa 27 Kilometer südsüdöstlich von Beauvais und etwa 40 Kilometer nordnordwestlich des Stadtzentrums von Paris. Der Ort befindet sich in der Région naturelle Pays de Thelle in der Picardie.
Die Gemeinde liegt im Einzugsgebiet der Seine. Die Esches, ein Nebenfluss der Oise, durchquert das Gemeindegebiet von Nordwest nach Südost. Das Flüsschen La Gobette bildet abschnittsweise die natürliche Grenze zur Nachbargemeinde Belle-Église, bevor es in die Esches mündet.
Umgeben wird Bornel von den zehn Nachbargemeinden:
| Esches                  | Mortefontaine-en-Thelle                        | Dieudonné                              |
| Amblainville            | Kompassrose, die auf Nachbargemeinden zeigt    | Puiseux-le-Hauberger Fresnoy-en-Thelle |
| Arronville (Val-d’Oise) | Frouville (Val-d’Oise) Hédouville (Val-d’Oise) | Belle-Église                           |

## Geschichte
Die Gemeinde Bornel entstand mit Wirkung vom 1. Januar 2016 als Commune nouvelle durch Zusammenlegung der bis dahin selbstständigen Gemeinden Bornel, Anserville und Fosseuse, wobei die beiden letzteren in der neuen Gemeinde fortan den Status von Communes déléguées besitzen. Der Verwaltungssitz befindet sich in Bornel.

## Bevölkerungsentwicklung
| Jahr                                                                  | 1962 | 1968 | 1975 | 1982 | 1990 | 1999 | 2006 | 2012 | 2021 |
| --------------------------------------------------------------------- | ---- | ---- | ---- | ---- | ---- | ---- | ---- | ---- | ---- |
| Einwohner                                                             | 2376 | 2607 | 2688 | 3453 | 4111 | 4477 | 4817 | 4718 | 4785 |
| Quellen: Cassini und INSEE (Addition der Vorgängergemeinden bis 2012) |      |      |      |      |      |      |      |      |      |

## Sehenswürdigkeiten
- Kirche Saint-Denis in Bornel aus dem 12. und 13. Jahrhundert, Monument historique
- Kirche Saint-Nicolas in Anserville mit Ursprüngen aus dem 12. Jahrhundert
- Pfarrkirche Saint-Michel-et-Saint-Claude in Fosseuse mit Ursprüngen im 16. Jahrhundert als Schlosskapelle
- Schloss Anserville aus dem 18. und 19. Jahrhundert; Fassaden und Dächer als Monuments historiques eingeschrieben
- Schloss Fosseuse aus der zweiten Hälfte des 16. Jahrhunderts; Fassaden und Dächer als Monuments historiques eingeschrieben

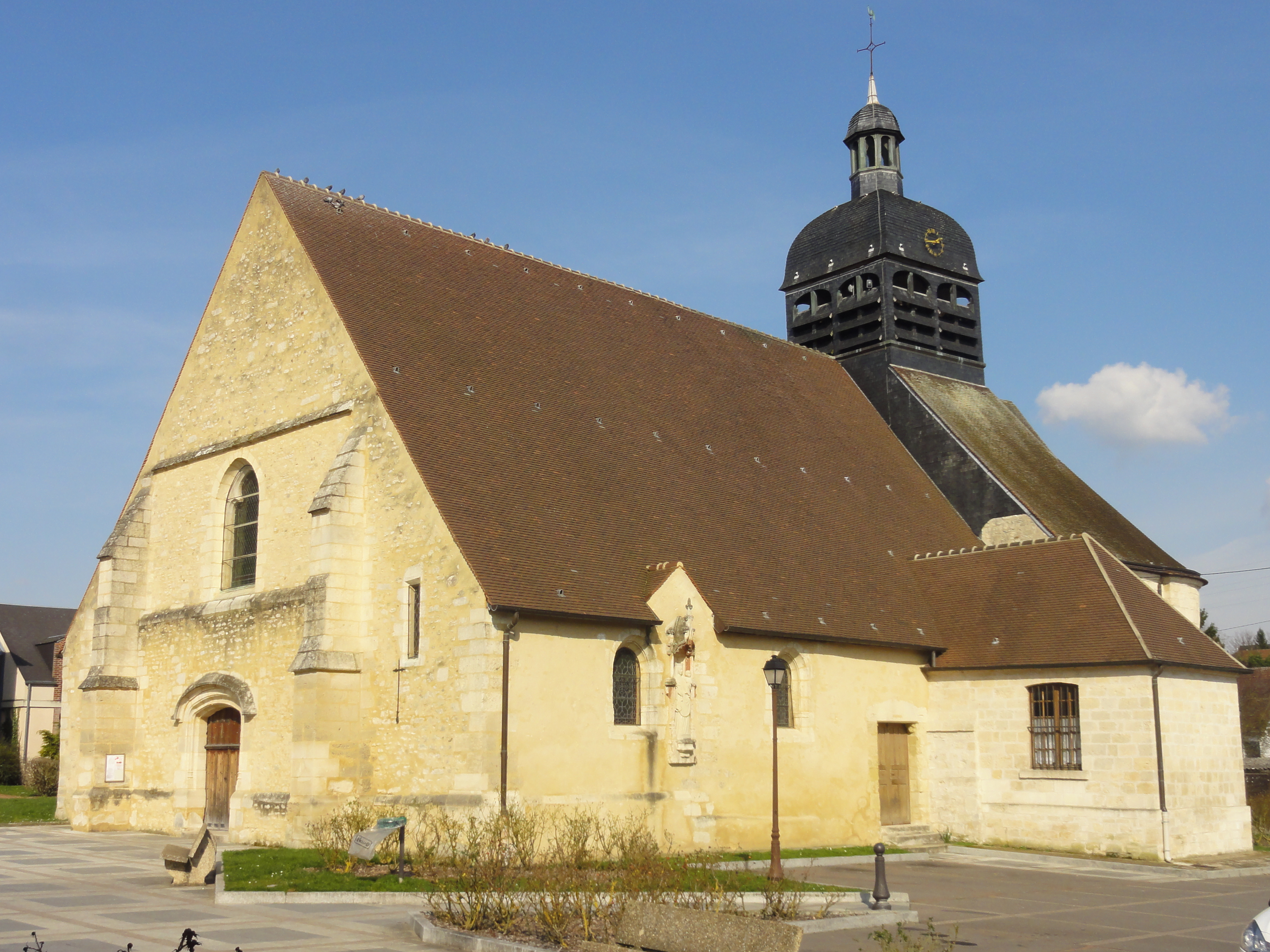
Kirche Saint-Denis
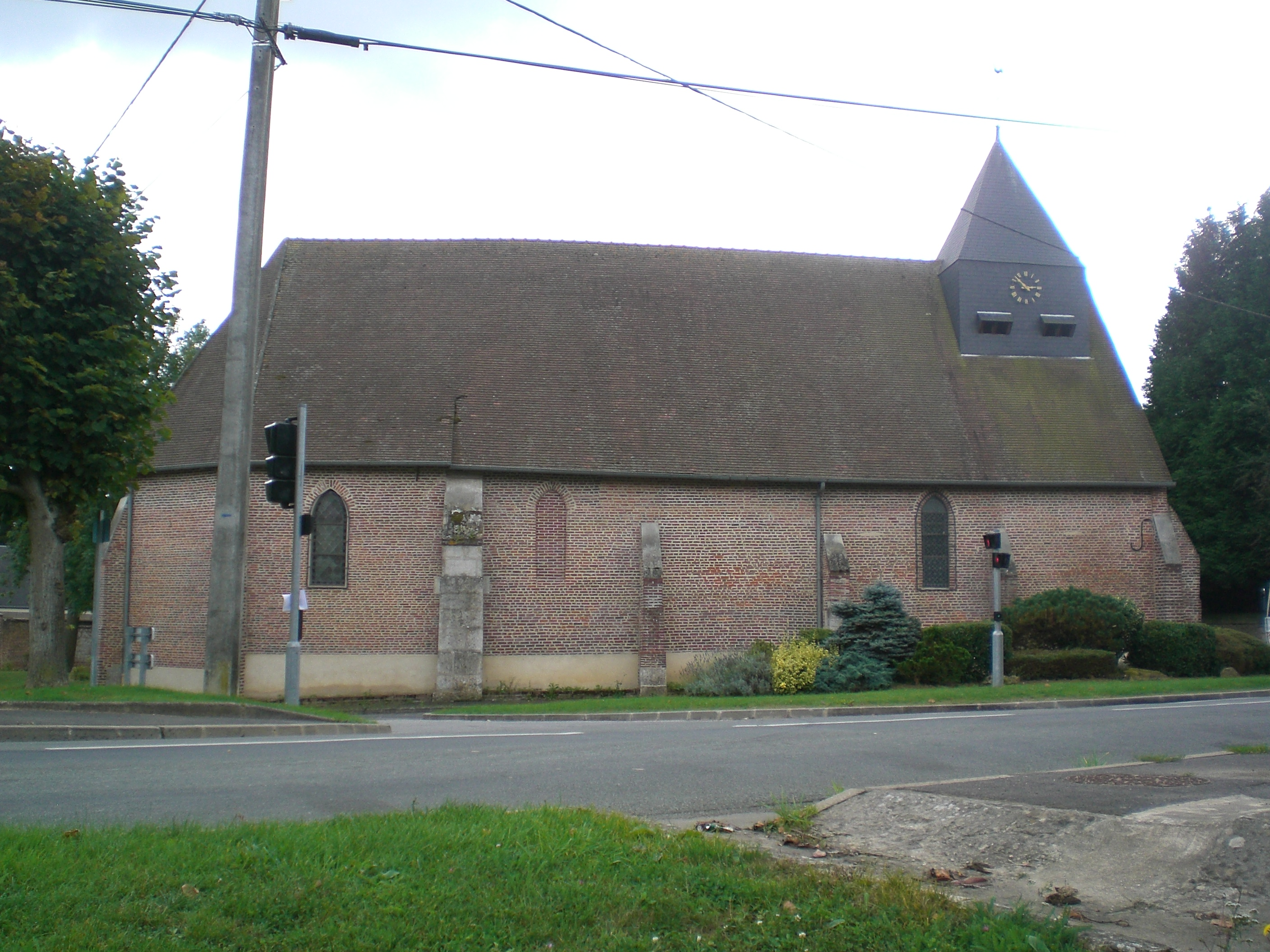
Kirche Saint-Nicolas
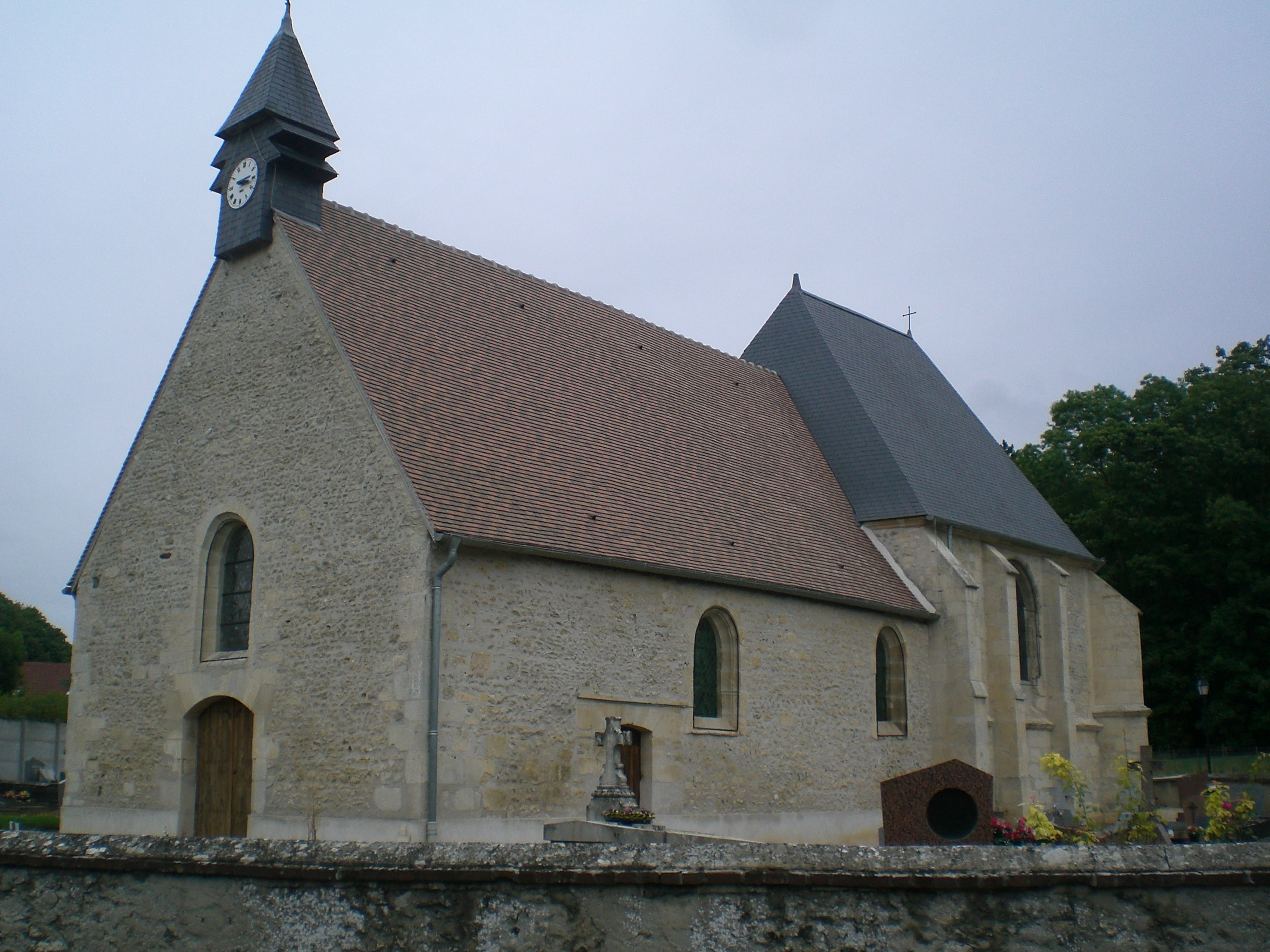
Kirche Saint-Michel-et-Saint-Claude
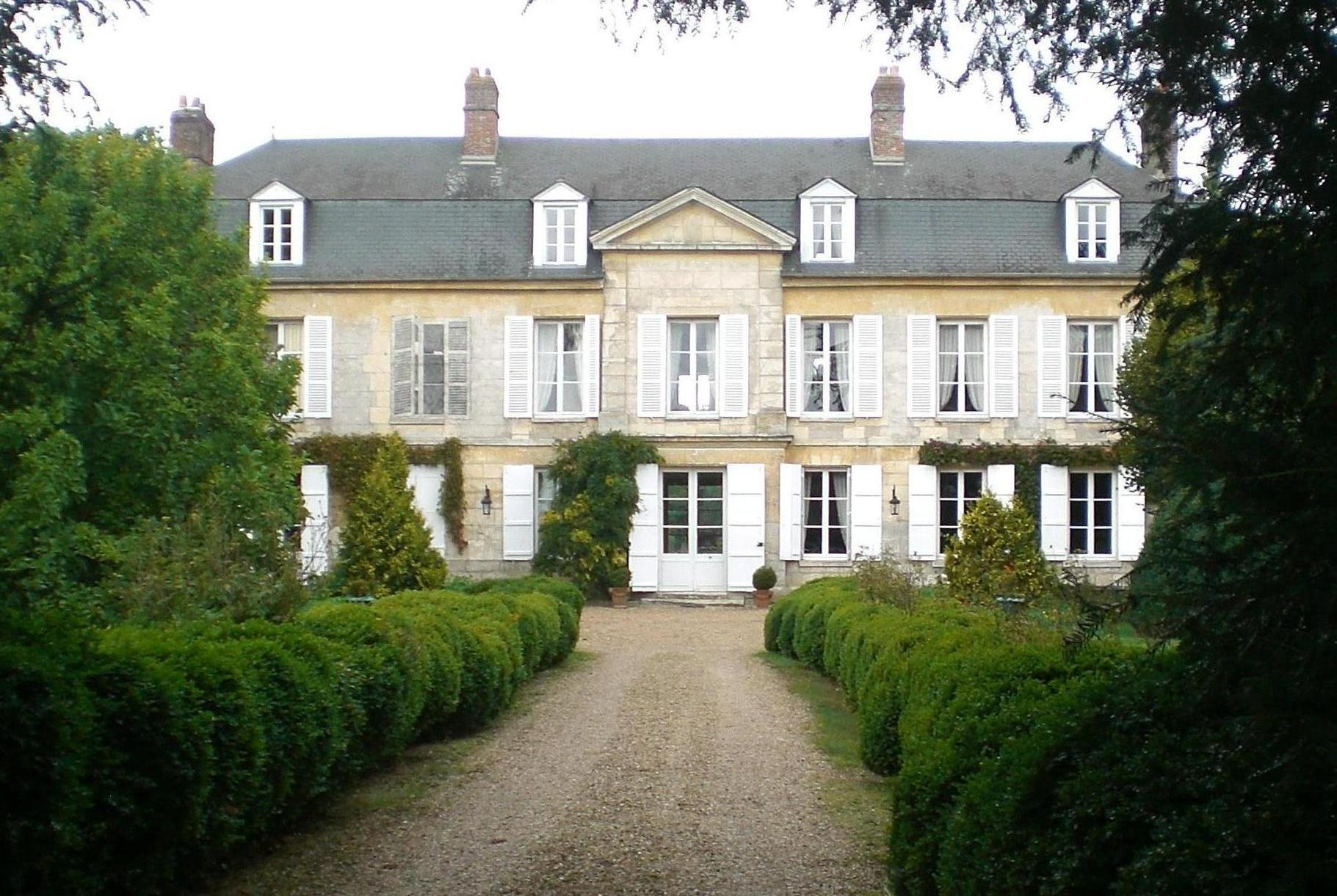
Schloss Anserville
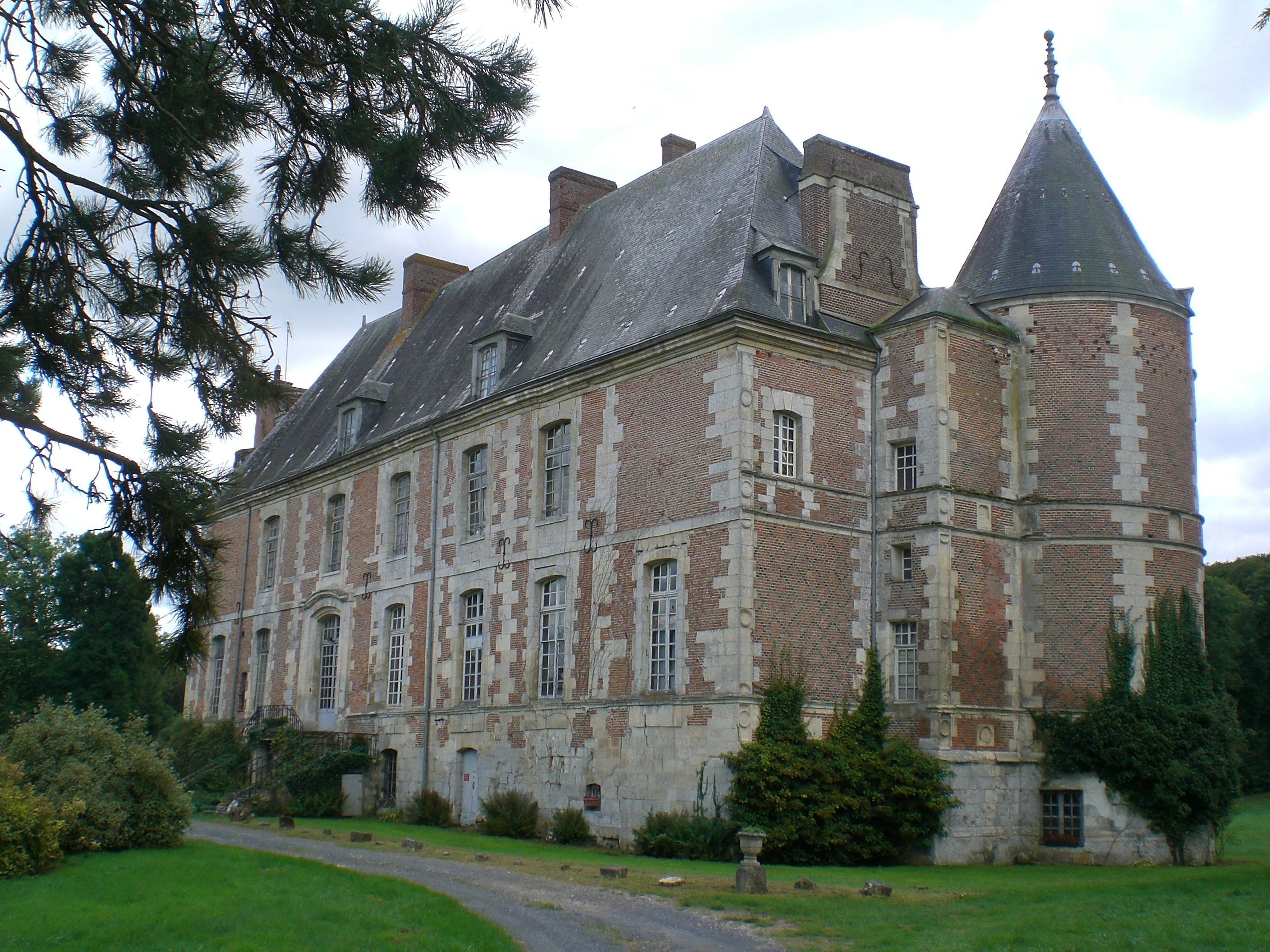
Schloss Fosseuse
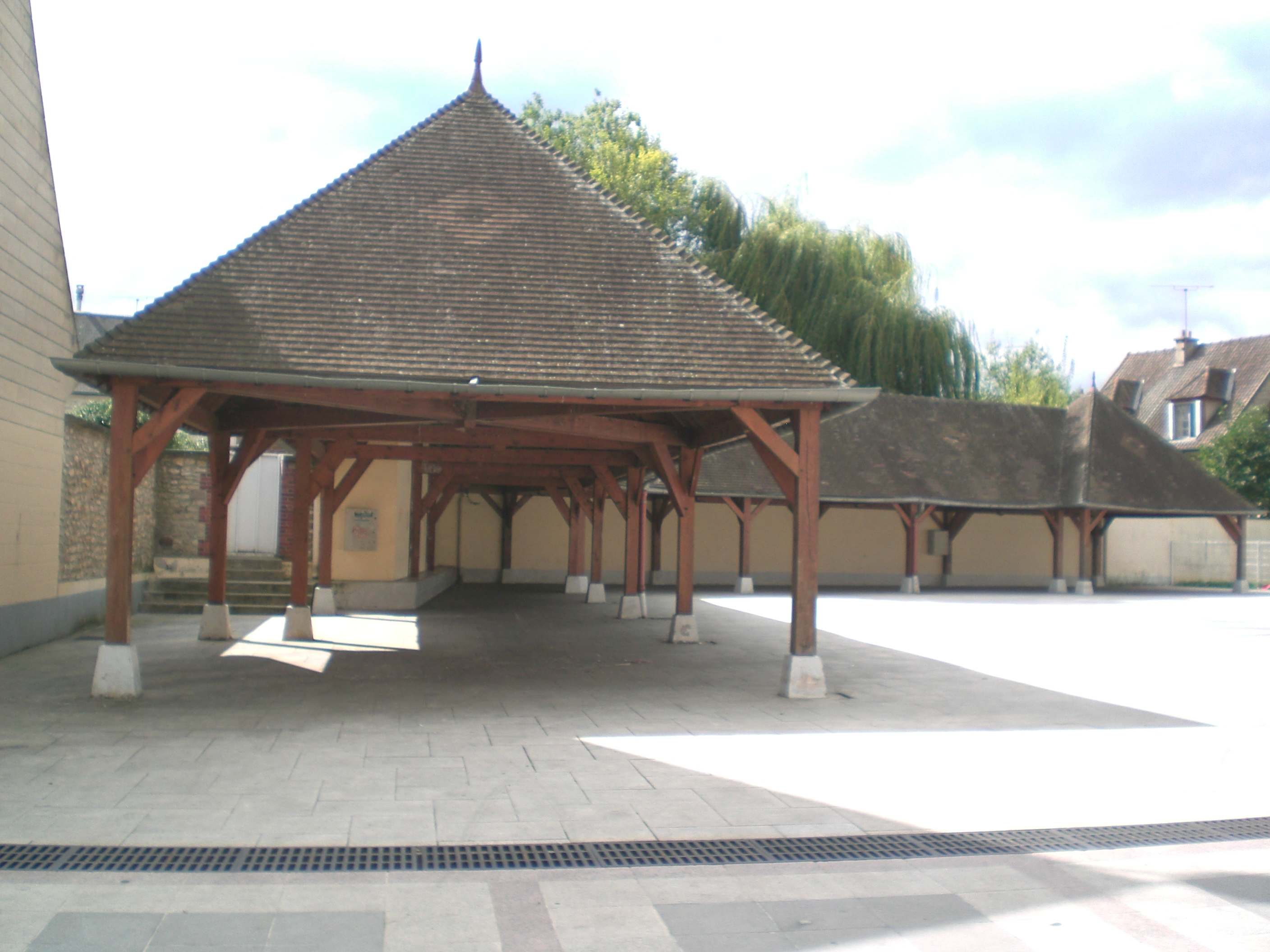
Ehemalige Markthalle
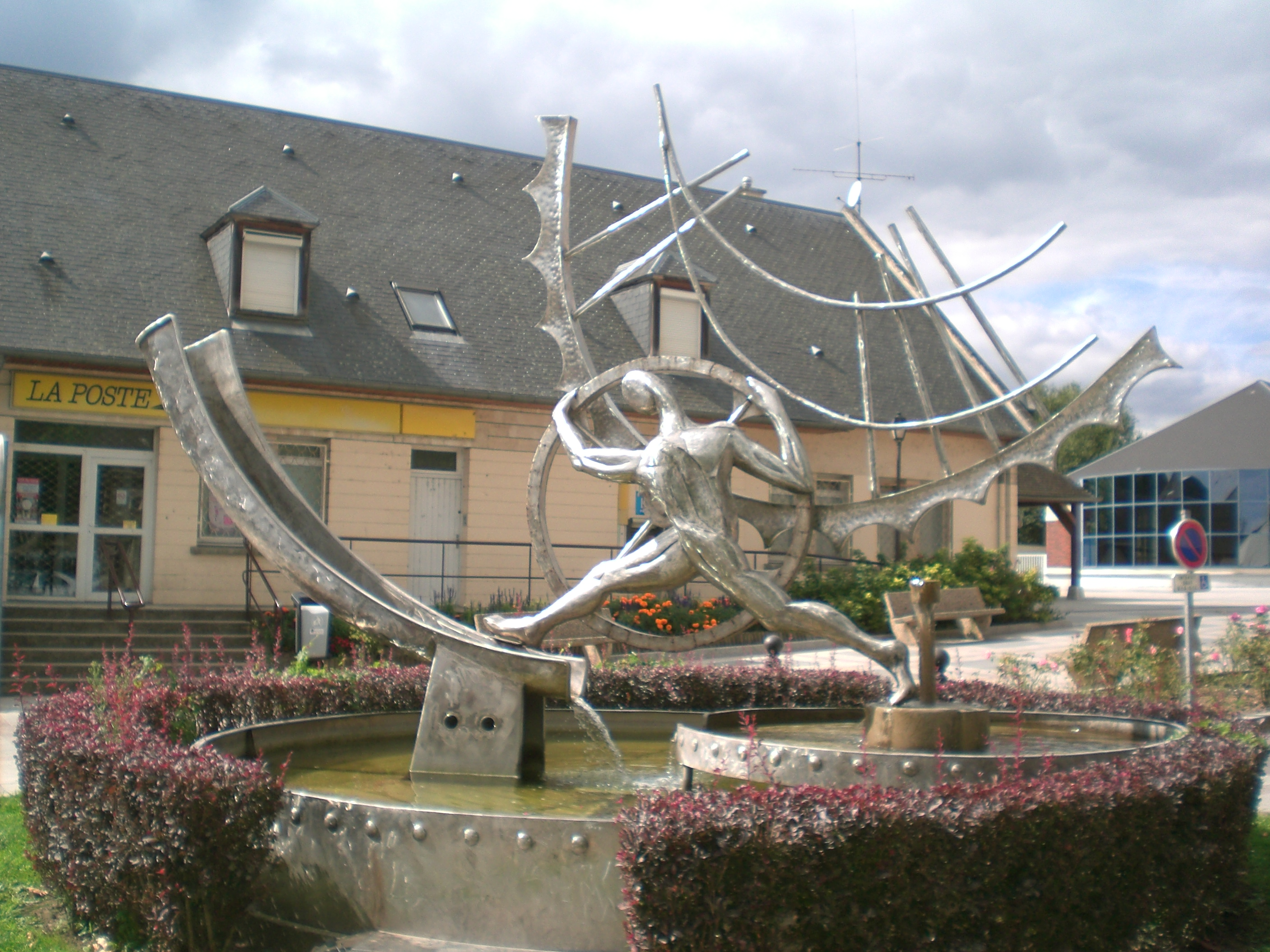
Brunnen vor dem Postamt

## Bildung
Die Gemeinde verfügt über 
- eine öffentliche Vorschule (École maternelle),
- eine öffentliche Vor- und Grundschule (École primaire),
- zwei öffentliche Grundschulen (Écoles élémentaires) und
- ein öffentliches Collège „Françoise Sagan“.[2]

## Sport und Freizeit
- Der GR 11 „Tour du Pays d’Ile de France“, ein Fernwanderweg und 651 Kilometer langer Rundweg durchquert das Gemeindegebiet.[3]

## Verkehr
Die Autoroute A 16 „L’Européenne“, die vom Großraum Paris an die belgische Grenze bei Dunkerque geführt wird, durchquert das Gemeindegebiet von Südost nach Nordwest. Die nächste Abfahrt 13 befindet sich in der Nähe in der Nachbargemeinde Amblainville. Departementsstraßen verbinden die Ortsteile der Commune nouvelle untereinander und mit den Nachbargemeinden.

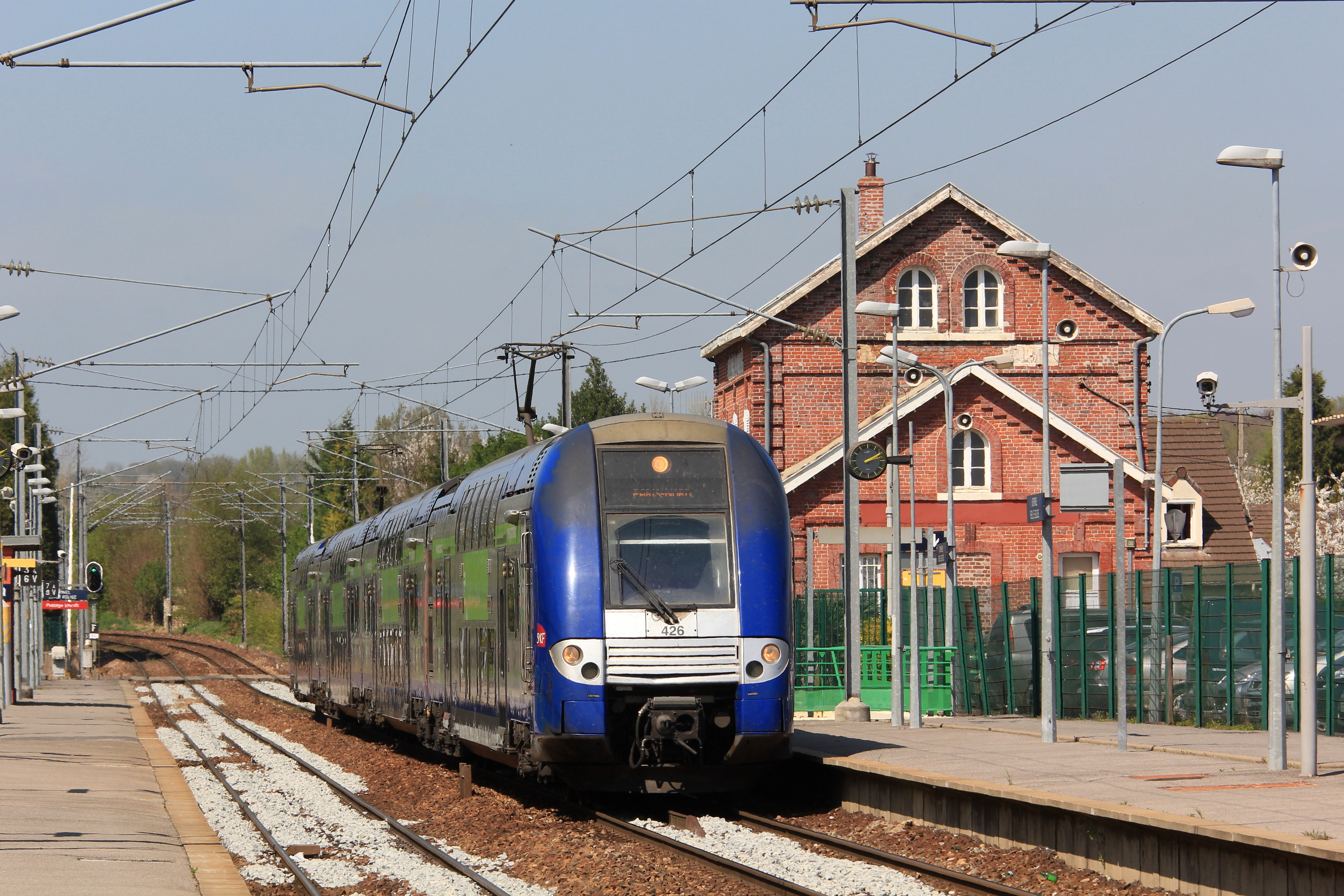
Zug des TER Hauts-de-France im Bahnhof Bornel - Belle-Église

Busse von zahlreichen Linien des Nahverkehrsnetzes „oise mobilité“ des Départements verbinden die Gemeinde mit vielen anderen Gemeinden des Départements.
Die Gemeinde besitzt einen Bahnhof an der Eisenbahnlinie Beauvais-Paris, der von Zügen einer Linie des TER Hauts-de-France bedient wird.